# Cleator and Workington Junction Railway
Die Cleator and Workington Junction Railway wurde 1876 durch einen Beschluss des britischen Parlaments gegründet und nahm 1879 ihren Betrieb auf. 
Die Bahngesellschaft betrieb eine Bahnstrecke zwischen Cleator Moor und Workington in Cumbria. 
Die Hauptaufgabe der Gesellschaft war der Transport von Steinkohle und Eisenerz für die Stahlwerke in Workington sowie der Transport von Kalkstein. Die Eisenbahnlinie hatte auch Passagierbahnhöfe in den Orten entlang ihrer Strecke. Die Hauptverwaltung der Gesellschaft lag am Central Square in Workington und der dort befindliche Bahnhof der Gesellschaft wurde deshalb als Workington (Central) bezeichnet. Die Gesellschaft betrieb auch verschiedene kleinere Teilstrecken zur Anbindung an die Cumbrian Coast Line und die Cockermouth and Workington Railway sowie eine Zweigstrecke nach Rowrah mit einem Anschluss an die Rowrah and Kelton Fell Railway. Das letzte Teilstück der Cleator and Workington Junction Railway, das einem Marinemunitionsdepot in der Gemeinde Broughton diente, wurde 1992 stillgelegt.  